# Le Quatrième Commandement
Pour plus de détails, voir Fiche technique et Distribution.
Le Quatrième Commandement (en espagnol : El cuarto mandamiento) est un film dramatique mexicain de 1948 réalisé par Rolando Aguilar et mettant en vedette Domingo Soler, Carmelita González, Sara Montes et Emma Roldán.

## Synopsis
C’est l’histoire de une famille qui se fait du souci parce que leur fille est courtisée par un homme qui aime la vie nocturne et les voitures chères.

## Fiche techique
- Titre français : Le Quatrième Commandement
- Réalisation : Rolando Aguilar
- Scénario : Roberto O'Quigley et Raúl de Anda
- Musique: Rosalío Ramírez
- Pays de production : Mexique
- Format : Noir et blanc - 1,37:1
- Genre : Drame
- Durée : 90 minutes
- Date de sortie : 1948

## Distribution
- Domingo Sole : Don Gustavo García
- Carmelita González : Cristina
- Sara Montes : Anita
- Emma Roldán : Lupe
- Victor Parra : David González
- Pepe del Río : Eduardo
- Azucena Rodríguez : Pita
- Manuel Noriega : Don Eusebio Echeverría
- Pepe Nava : Don Melchor
- Enrique Zambrano : Don Ricardo
- Victorio Blanco : Don Isaac Martínez
- Alfredo Varela : Sacerdote
- Elisa Christy : Empleada de oficina de tienda (non-crédité)
- Conchita Gentil Arcos : María Luisa Lucio, enfermera abortista (non-crédité)
- Gloria Lozano : Empleada de tienda (non-crédité)